# SBS人気歌謡
『SBS人気歌謡』（SBSにんきかよう、インキガヨ、SBS 인기가요）は、韓国のテレビ局SBSで毎週日曜日に原則生放送されている音楽番組。SBS Mでも再放送されている。

## 概要
毎週日曜日の生放送（ただし特別番組時は休止、もしくは時間変更あり）。収録は原則としてソウル登村洞のSBS公開ホールで行われる。観覧はSBS公式サイトから応募。抽選の当選者は2名まで入場できる。

## 沿革
1991年12月15日に放送開始。その後、1993年10月17日に一旦終了したが、1998年2月1日から放送が再開された。
放送休止期間中の1993年10月24日から1994年4月17日までは『スター』、『ソウルスター』が、1994年4月24日から1998年1月25日までは『TV歌謡20』が放送されていた。
2003年からは順位制を廃止。それに代わって、人気を博した7人（組）のミュージシャンを選定する「決定!Take 7」が始まる。
2007年の春には録画放送に変更されたが、視聴率下落を理由に同年秋ごろに生放送に戻った。
2008年11月2日からは視聴率下落を理由に、放送開始時間がそれまでの午後3時20分放送開始から50分遅い午後4時10分に変更された。
2010年10月、2NE1が「Can't Nobody」と「Go Away」で2010年10月10日から番組史上初の4週連続1位を記録した。
2012年7月15日からは、ミュティズンソング制度が廃止された。
2013年3月17日から、視聴者の投票でランキングが決まる人気歌謡チャートが開始された。

## 番組構成

### 決定!TAKE7
SBSのホームページの投票やCD売り上げ、ダウンロード数などに基づき、K-POPの最新ランキング7曲を生で歌う。2012年7月15日放送分で廃止される前までは番組の最後にミュティズンソングが決められていた。2013年3月17日放送分から人気歌謡チャートとして復活した。

### Zoom in
ネティズンに人気のある歌手のスペシャル・ステージ。

### Club Fresh
新たにデビューした新人歌手を紹介するコーナー。

## チャート
チャートの算定基準は、事前に音源点数5000点、アルバム点数1000点、SNS点数（YouTube公式MV再生回数）2000点、視聴者事前投票点数500点、放送点数1000点を集計して、合計点数が多い3組が1位候補に選ばれる。そして番組放送中に1位候補の3組を対象に生放送リアルタイム投票が行われて、その得票点数500点が事前に集計された合計点数に合算されて1位が決まる。

## 司会者
- ハン・ユジン（ZEROBASEONE）
- イソ（IVE）
- ムン・ソンヒョン

### 過去の司会者
| MC                                                                  | MC期間                          | 参考          |
| ------------------------------------------------------------------- | ------------------------------- | ------------- |
| ソ・セウォン                                                        | 1991年12月15日 - 1992年12月29日 |               |
| ペ・チョルス                                                        | 1993年1月7日 - 4月29日          |               |
| ペ・チョルス、キム・フィソン                                        | 1993年5月2日 - 10月17日         |               |
| キム・スンヒョン、チョン・ジヒョン                                  | 1998年3月1日 - 5月24日          |               |
| キム・ヒョンス                                                      | 1998年6月7日 - 21日             |               |
| イ・ドンゴン、キム・ギュリ                                          | 1998年6月28日 - 11月29日        |               |
| キム・ジン、キム・ソヨン                                            | 1998年12月6日 - 2000年4月16日   |               |
| アン・ジェモ、キム・ミンヒ                                          | 2000年4月23日 - 12月24日        |               |
| アン・ジェモ、ソン・テヨン                                          | 2001年1月7日 - 3月11日          |               |
| ソン・チャンファン、ソ・ユジン                                      | 2001年3月18日 - 7月29日         |               |
| イ・ジョンス、ソ・ユジン                                            | 2001年8月5日 - 12月23日         |               |
| キム・ジェウォン、キム・ジョンファ                                  | 2002年1月20日 - 8月18日         |               |
| キム・ジョンフン、キム・ジョンファ                                  | 2002年9月7日 - 2003年1月26日    |               |
| カンタ、笛木優子                                                    | 2003年2月9日 - 8月31日          |               |
| キム・ドンワン、パク・ハンビョル                                    | 2003年9月7日 - 2004年10月17日   |               |
| キム・ドンワン、ハン・イェスル                                      | 2004年10月31日 - 2005年6月5日   |               |
| エンディ、ハン・ホジュ                                              | 2005年11月20日 - 2006年4月16日  |               |
| エンディ、ク・ヘソン                                                | 2006年4月23日 - 2007年2月4日    |               |
| ヒチョル(SUPER JUNIOR)、チャン・グンソク                            | 2007年2月11日 - 10月7日         |               |
| ヒチョル(SUPER JUNIOR)、ソン・ジヒョ                                | 2007年11月11日 - 2008年5月4日   |               |
| ウン・ジウォン、ホ・イジェ                                          | 2008年5月11日 - 11月30日        |               |
| ウン・ジウォン、イトゥク(SUPER JUNIOR)                              | 2008年5月11日 - 11月30日        |               |
| ウン・ジウォン、ユ・ソラ、イ・ホンギ                                | 2009年1月18日 - 7月19日         |               |
| ハ・ヨンジュ、テギョン(2PM)、ウヨン(2PM)                            | 2009年7月26日 - 2010年1月24日   |               |
| オク・テギョン(2PM)、ウヨン、ソルリ(f(x))                           | 2010年2月7日 - 7月11日          |               |
| チョ・グォン(2AM)、ジョン・ヨンファ(CNBLUE)、ソルリ(f(x))           | 2010年7月18日 - 2011年3月13日   |               |
| チョ・グォン(2AM)、ソルリ(f(x))、IU、イ・ギグァン(HIGHLIGHT)        | 2011年3月20日 - 11月13日        |               |
| IU、ク・ハラ(KARA)、ニコル(KARA)                                    | 2011年11月20日 - 2012年5月27日  |               |
| ク・ハラ(KARA)、ニコル(KARA)、イ・ジョンソク                        | 2012年6月3日 - 8月19日          |               |
| IU、イ・ジョンソク                                                  | 2012年8月26日 - 12月2日         | [ 7 ]         |
| IU、ファン・グァンヒ(ZE:A)、イ・ヒョヌ                              | 2012年12月16日 - 2013年7月28日  |               |
| ミナ(Girl's Day)、ファン・グァンヒ(ZE:A)、イ・ヒョヌ                | 2013年8月4日 - 2014年1月26日    |               |
| ファン・グァンヒ(ZE:A)、イ・ユビ、スホ(EXO)、べクヒョン(EXO)        | 2014年2月2日 - 11月9日          | [ 8 ] [ 9 ]   |
| ファン・グァンヒ(ZE:A)、キム・ユジョン、スホ(EXO)、べクヒョン(EXO)  | 2014年11月16日 - 12月14日       | [ 10 ] [ 11 ] |
| ファン・グァンヒ(ZE:A)、キム・ユジョン、ホン・ジョンヒョン          | 2014年12月28日 - 2015年4月5日   |               |
| キム・ユジョン、ジャクソン(GOT7)、ホン・ジョンヒョン                | 2015年5月17日 - 8月30日         | [ 12 ] [ 13 ] |
| キム・ユジョン、ジャクソン(GOT7)、ユク・ソンジェ(BTOB)              | 2015年9月13日 - 2016年4月3日    | [ 14 ] [ 15 ] |
| ジャクソン(GOT7)、ユク・ソンジェ(BTOB)                              | 2016年4月10日 - 5月29日         | [ 16 ]        |
| キム・ミンソク、コン・スンヨン、ジョンヨン(TWICE)                   | 2016年7月3日 - 2017年1月22日    | [ 17 ] [ 18 ] |
| ジニョン(GOT7)、ジス(BLACKPINK)・ドヨン(NCT)                        | 2017年2月5日 - 2018年2月4日     | [ 19 ] [ 20 ] |
| ミンギュ(SEVENTEEN)、チョン・チェヨン(DIA)、ソン・ガン              | 2018年2月18日 - 10月28日        | [ 21 ] [ 22 ] |
| ミンギュ(SEVENTEEN)、チョン・チェヨン(DIA)                          | 2018年11月11日 - 2019年2月3日   |               |
| ミンギュ(SEVENTEEN)、シン・ウンス                                   | 2019年2月17日 - 6月16日         | [ 23 ]        |
| ミンギュ(SEVENTEEN)、シン・ウンス、ガン・ミン、イム・ジミン         | 2019年6月23日 - 10月6日         |               |
| ミニョク(MONSTA X)、イ・ナウン(APRIL)、ジェヒョン(NCT)              | 2019年10月20日 - 2021年2月28日  | [ 24 ] [ 25 ] |
| パク・ジフン(TREASURE)、ソンチャン(RIIZE、元NCT)、アン・ユジン(IVE) | 2021年3月7日 - 2022年3月27日    | [ 26 ] [ 27 ] |
| ソ・ボムジュン、ノ・ジョンウィ、ヨンジュン(TOMORROW X TOGETHER)     | 2022年4月3日 - 2023年4月2日     | [ 28 ] [ 29 ] |
| ヒョンウォン(MONSTA X)、キム・ジウン                                | 2023年4月9日 - 7月16日          | [ 30 ] [ 31 ] |
| ヨンジュン(TOMORROW X TOGETHER)、パク・ジフ、ウナク(BOYNEXTDOOR)    | 2023年7月23日 - 2024年4月14日   | [ 32 ]        |

## 日本での放送・配信

### テレビ放送
KNTV（1999年 - 2012年10月08日）
- 本放送：毎週月曜 23:40 - 25:00
2012年10月15日からはアンコール放送。11月・12月は番組を一時休止。
- 再放送：金曜 13:40 - 15:00
2012年10月19日からはアンコール放送。11月・12月は番組を一時休止。

TBSチャンネル（2012年12月 - 2017年12月）
- 日本語字幕無し標準画質放送：TBSチャンネル2 毎週土曜 20:00 - 
2012年12月1日放送開始。韓国での放送から約2週間遅れ。
- 日本語字幕付き標準画質放送：TBSチャンネル2 毎週日曜 23:00 - 
2012年12月9日放送開始。韓国での放送から3週間遅れ。
- 日本語字幕付きハイビジョン放送：TBSチャンネル1 毎週日曜 23:00 - 
2012年12月14日放送開始。韓国での放送から4週間遅れ。

LaLa TV（現在放送中 2018年）
- 毎週日曜 21:30 - 22:50：日本語字幕なし　韓国での放送から1週間遅れ。
- 毎週日曜 22:50 - 24:20：日本語字幕付き　韓国での放送から2週間遅れ。
- 毎週木曜 00:00 - 01:30：日本語字幕付き　再放送

DATV（現在放送中 2018年）
- 毎週月曜 21:00 -      ：韓国での放送から約2か月遅れ。
- 毎週火曜 12:15 -      ：同上　再放送
- 毎週月曜 02:00 -      ：同上　再放送
- 毎週水曜 07:30 -      ：アンコール放送　韓国での放送から約4か月遅れ。

過去にはフジテレビONEでも放送されていた。

### ネット配信
TELASAにて、無字幕版を4日遅れ、字幕付きを3週間遅れでそれぞれ配信している。また、Paraviでも約1ヶ月遅れで配信されている。
ABEMAのKWORLDチャンネルでも過去1～2年のセレクションと最新回が配信されている（一定期間は無料見逃し可能、それ以降は有料のプレミアム会員のみ）。

## 書籍
公開収録番組のライブ写真とともに、メイキング、出演者のインタビューや楽屋の様子といった番組の裏側も紹介する雑誌が発行されている。
- ぴあ
2010年9月30日発行のVol.1から2011年3月30日発行のVol.6まで毎月30日、計6回発行[37]。
- NHN Service Technology
2012年8月14日に無料のスマートフォン用電子書籍アプリとして発行。その後、最新号を購入できるアプリとして2012年10月10日に「SBS INKIGAYO マガジン」を正式にリリース[38]。毎月の最新号や2012年9月からのバックナンバーを購入できる他、2012年8月号がお試し版として無料で閲覧できる。
  - 掲載記事
    - COVER STORY - 表紙に掲載されたアーティストの巻頭特集記事
    - THEME INTERVIEW - 密着取材やインタビュー記事
    - POWER ROOKIE - 注目の新人アーティストの紹介